# Pouteria kaieteurensis
Pouteria kaieteurensis là một loài thực vật thuộc họ Sapotaceae. Đây là loài đặc hữu của Guyana.